# Gammogobius steinitzi
 Gammogobius steinitzi és una espècie de peix de la família dels gòbids i de l'ordre dels perciformes.

## Morfologia
- Els mascles poden assolir 3,8 cm de longitud total.[3][4]

## Hàbitat
És un peix marí, de clima subtropical i demersal que viu entre 2-15 m de fondària.

## Distribució geogràfica
Es troba a la mar Mediterrània: a prop de Marsella (França).

## Observacions
És inofensiu per als humans.